# Areobindus

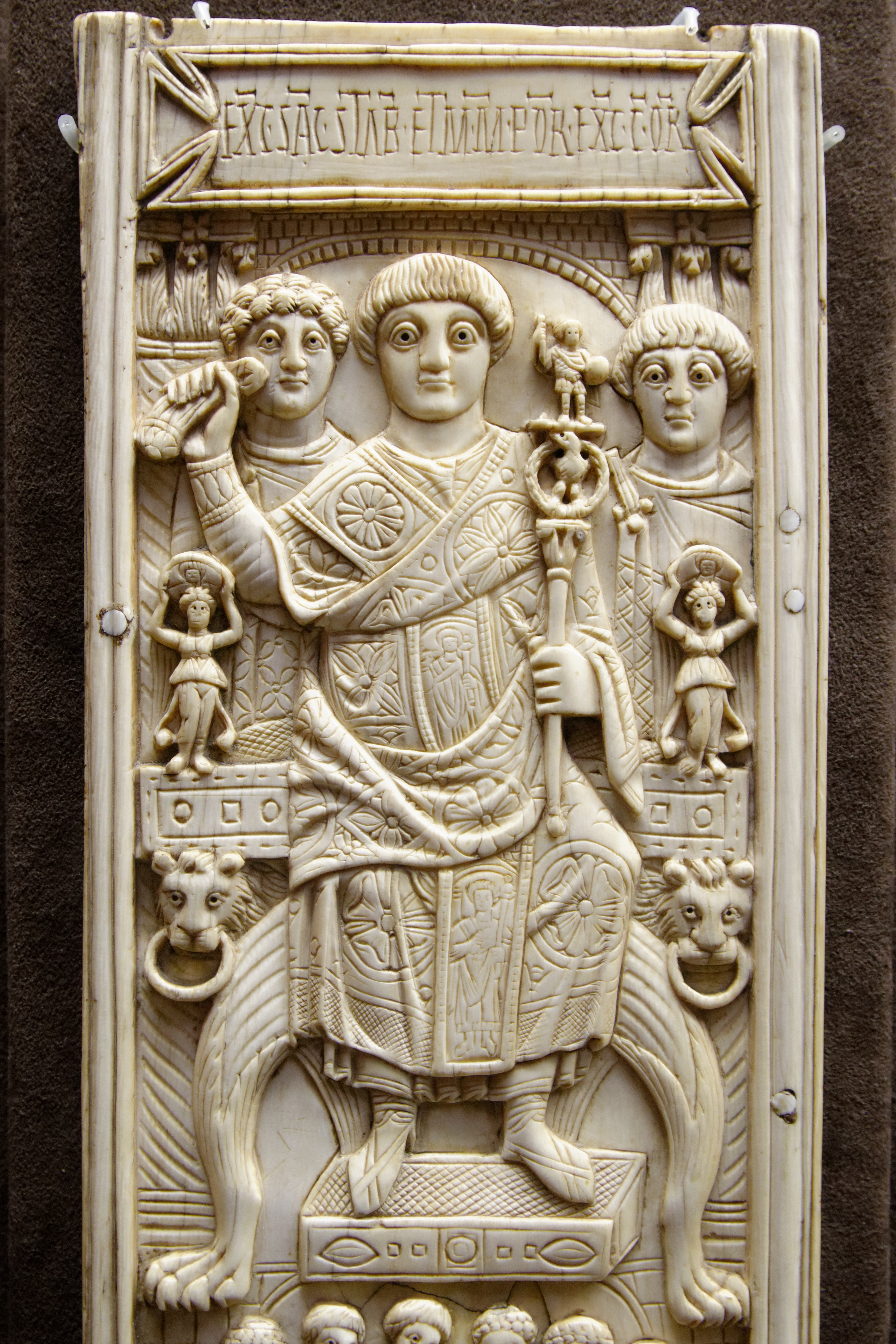
Konsulardiptychon des Areobindus

Areobindus (auch Ariovindus, mit vollem Namen Flavius Areobindus Dagalaifus Areobindus, altgriechisch Ἀρεόβινδος; * um 460; † nach 512) war ein oströmischer Politiker und Heermeister (magister militum), der 512 für einen Tag zum Kaiser gegen Anastasios I. ausgerufen wurde.

## Leben
Areobindus stammte aus einer Familie des spätrömischen Militäradels. Bereits sein Großvater, der von gotischer Abstammung war und ebenfalls Areobindus hieß, war unter Theodosius II. im römischen Heer zum magister militum aufgestiegen und hatte 434 das Konsulat erreicht. Dessen Sohn Flavius Dagalaifus, der Vater des jüngeren Areobindus, war Konsul im Jahr 461. Areobindus’ Mutter Godisthea war eine Enkelin des einflussreichen alanischstämmigen Heermeisters Aspar, der ebenfalls 434 Konsul war und wie sein Sohn Ardabur, Konsul 447 und Areobindus’ Großvater mütterlicherseits, unter mehreren oströmischen Kaisern gedient hatte. Areobindus war wie die Familie Aspars offenbar Arianer.
In zweiter Ehe war er seit 479 mit Anicia Iuliana verheiratet, einer Tochter des weströmischen Kaisers Olybrius, mit der er einen ebenfalls Olybrius genannten Sohn hatte, der bereits als Kind 491 zum Konsul ernannt wurde. Über Anicia war er nicht nur mit dem römischen Kaiserhaus, sondern auch mit der einflussreichen Familie der Anicier und damit auch mit der traditionellen stadtrömisch-senatorischen Elite verbunden. Aus erster Ehe stammte der Sohn Dagalaifus.
503 wurde Areobindus von Kaiser Anastasios zum magister militum ernannt und mit einem Kommando im wieder aufflammenden Perserkrieg betraut (angeblich tötete er einen persischen General im Zweikampf). Im Jahr 506 bekleidete er das Konsulat.
Zu den schweren Unruhen des Staurotheis-Aufstandes von 512 kam es, nachdem Anastasios 511 den streng chalkedonischen Patriarchen Makedonios abgesetzt und stattdessen Timotheos I. berufen hatte. Bald darauf wurden Änderungen am Trisagion verkündet, die viele Einwohner Konstantinopels als Angriff auf die Trinität empfanden, was zu einem Aufstand gegen Anastasios führte. Die Rebellen zogen in der Hauptstadt zum Haus des Areobindus und riefen ihn zum Gegenkaiser aus. Areobindus soll sich bis zum nächsten Tag vor der Menge verborgen und dann Anastasios gegenüber für loyal erklärt haben.
Von diesem Areobindus ist der gleichnamige magister militum per Africam Justinians I. und Ehemann der Kaisernichte Praejecta zu unterscheiden, der 546 im Zusammenhang mit Kämpfen gegen die Mauren auf Betreiben des vandalischen Oberbefehlshabers in Numidien, Guntarith, in Karthago ermordet wurde.